# کچلی قارچی سر
کچلی قارچی سر (به لاتین: Tinea capitis)، یا تراشیدن تبخال (به لاتین: herpes tonsurans)، یا کرم حلقوی مو (ringworm of the hair)، یا کرم حلقوی پوست سر (ringworm of the scalp/scalp ringworm)، یا تراشیدن پروانه (به لاتین: tinea tonsurans) یک عفونت قارچی (درماتوفیتوز) پوست سر است. این بیماری عمدتاً توسط درماتوفیت‌های جنس مورستان و ریزهاگ ایجاد می‌شود که به ساقه مو حمله می‌کنند. علایم بالینی معمولاً شامل ریزش یک یا چند تکه مو، گاهی با الگوی «نقطه سیاه» (اغلب با موهای شکسته) است که ممکن است با التهاب، چرک‌دانه، پوسته پوسته شدن و خارش همراه باشد. این بیماری در بزرگسالان نادر است و عمدتاً در کودکان پیش از بلوغ و در پسران بیشتر از دختران دیده می‌شود.
حداقل هشت گونه از درماتوفیت‌ها با کچلی سر مرتبط هستند. موارد عفونت مورستان از آمریکای مرکزی تا ایالات متحده آمریکا و در بخش‌هایی از غرب اروپا غالب است. عفونت از گونه ریزهاگ‌ها عمدتاً در آمریکای جنوبی، اروپای مرکزی و جنوب اروپا، آفریقا و خاورمیانه است. این بیماری واگیردار است و می‌تواند توسط انسان، حیوانات یا اشیایی که قارچ را در خود جای داده‌اند منتقل شود. این قارچ همچنین می‌تواند در حالت ناقل روی پوست سر وجود داشته باشد، بدون اینکه علائم بالینی داشته باشد. درمان کچلی به داروی ضد قارچ خوراکی نیاز دارد؛ گریزئوفولوین رایج‌ترین داروی مورد استفاده است، اما سایر داروهای ضد قارچ جدیدتر مانند تربینافین، ایتراکونازول و فلوکونازول مورد اقبال واقع شده‌اند.

## نشانه‌ها
این بیماری ممکن است به صورت ورم‌های ضخیم، پوسته پوسته و گاهی باتلاقی یا به صورت حلقه‌های قرمز برجسته در حال گسترش (کرم حلقوی) ظاهر شود. علائم رایج خارش شدید پوست سر، شوره سر و لکه‌های ریزش مو است که یعنی قارچ در پوست ریشه کرده‌است. این وضعیت اغلب شبیه شوره سر یا درماتیت سبوره‌ای ظاهر می‌شود. بالاترین میزان بروز کچلی قارچی سر، در ایالات متحده آمریکا، در پسران آمریکایی در سن مدرسه است.
سه نوع کچلی قارچی سر وجود دارد؛ میکروسپروز (microsporosis)، تریکوفیتوز (trichophytosis) و فاووس (favus) که این طبقه‌بندی بر اساس میکروارگانیسم ایجاد کننده و ماهیت علائم می‌باشد. در میکروسپروز، ضایعه یک چرک‌دانه قرمز کوچک در اطراف ساقه مو است که بعداً پوسته پوسته می‌شود و در نهایت موها ۱ تا ۳ میلی‌متر بالاتر از پوست سر می‌شکند. این بیماری در ابتدا توسط ریزهاگ آدوئینی (لاتین: Microsporum audouinii) ایجاد می‌شد، اما در اروپا، ریزهاگ کانیس (لاتین: Microsporum canis) بیشتر عامل بیماری است. منبع این قارچ معمولاً گربه‌ها و بچه گربه‌های بیمار هستند. ممکن است از طریق تماس فردی به فرد دیگر یا با استفاده از برس‌ها و شانه‌های آلوده به اشتراک گذاشته شود. در ایالات متحده، مورستان معمولاً توسط مورستان تونسوران (لاتین: Trichophyton tonsurans) ایجاد می‌شود، در حالی که مورستان ویولاچئوم (لاتین: Trichophyton Violaceum) در اروپای شرقی، آفریقا و هند شایع تر است. این قارچ باعث ایجاد لکه‌های خشک و غیر التهابی می‌شود که به شکل زاویه دار هستند. وقتی موها در دهانه فولیکول می‌شکند، نقاط سیاه باقی می‌ماند. فاووس (favus) توسط مورستان شونلئینی (لاتین: Trichophyton schoenleini) ایجاد می‌شود و در جنوب آفریقا و خاورمیانه بومی است. مشخصه آن، تعدادی پوسته فنجانی شکل (اسکوتولا) مایل به زرد و دایره ای است که به صورت تکه‌هایی مانند یک تکه لانه زنبوری، هر کدام به اندازه یک نخود خرد شده، با یک بیرون زدگی مو در مرکز آن، تشکیل شده‌است و بعدها اندازه آنها افزایش یافته و پوسته پوسته می‌شوند، به طوری که ضایعه مشخص شده فقط در اطراف لبه زخم دیده می‌شود.

## پاتوفیزیولوژی
از محل تلقیح، قارچ به سمت لایه شاخی رشد می‌کند و در آنجا به کراتین حمله می‌کند. درماتوفیت‌ها از این نظر که کراتیناز تولید می‌کنند (که آنها را قادر می‌سازد از کراتین به عنوان منبع غذایی استفاده کنند) منحصر به فرد هستند. موهای آلوده، شکننده می‌شوند و پس از سه هفته، علائم بالینی موهای شکسته مشهود خواهد شد.
سه نوع عفونت وجود دارد:
- اکتوتریکس (Ectothrix): با رشد هاگ‌های قارچی (هاگ مفصلی Arthroconidia) در قسمت بیرونی ساقه مو مشخص می‌شود. موهای آلوده معمولاً زیر یک نور سیاه به رنگ زرد مایل به سبز روشن می‌شوند. مرتبط با ریزهاگ کانیس (لاتین: Microsporum canis)، ریزهاگ جیپسئوم (لاتین: Microsporum gypseum)، مورستان اکوئینوم (لاتین: Trichophyton equinum) و مورستان وروکوزوم (لاتین: Trichophyton verrucosum).
- اندوتریکس (Endothrix): شبیه اکتوتریکس، اما با هاگ‌های قارچی (هاگ مفصلی Arthroconidia) محدود به ساقه مو، و محدود به باکتری‌های انسان‌دوست مشخص می‌شود. کوتیکول مو دست نخورده باقی می‌ماند و از نظر بالینی، این نوع شب‌تابی ندارد. مرتبط با مورستان تونسوران (لاتین: Trichophyton tonsurans) و مورستان ویولاچئوم (لاتین: Trichophyton Violaceum) که هر دو انسان‌دوست هستند.
- فاووس (Favus): باعث ایجاد پوسته پوسته شدن روی سطح پوست، همراه با ریزش مو می‌شود. مرتبط با مورستان شونلئینی (لاتین: Trichophyton schoenleini).[۴]

## تشخیص
تشخیص کچلی قارچی سر ممکن است از سایر بیماری‌های پوستی که باعث پوسته پوسته شدن می‌شوند، مانند پسوریازیس و درماتیت سبوره‌ای دشوار باشد. اساس تشخیص پزشکی، بررسی آزمایش میکروسکوپی مثبت و کشت میکروبی موهای کنده شده‌است. آزمایش نور سیاه، شب‌تابی سبز روشن تا زرد-سبز موهای آلوده به ریزهاگ کانیس (لاتین: Microsporum canis)، ریزهاگ آدوئینی (لاتین: Microsporum audouinii)، ریزهاگ ریوالیری (لاتین: Microsporum rivalieri)، ریزهاگ فروجینئوم (لاتین: Microsporum ferrugineum) و رنگ سبز مات یا آبی-سفید موهای آلوده به مورستان شونلئینی (لاتین: Trichophyton schoenleini) را نشان می‌دهد. تریکوسکوپی در افراد آلوده به ریزهاگ کانیس، موهای کوچک کاما را نشان خواهند داد. آسیب‌شناسی بافتی بافت‌برداری پوست سر نشان می‌دهد که قارچ‌ها به صورت پراکنده در لایه شاخی و نخینه‌هایی که به سمت پایین فولیکول مو امتداد یافته‌اند، روی سطح ساقه مو قرار گرفته‌اند. این یافته‌ها گاهی با واکنش بافت التهابی در بافت محلی همراه است.

## درمان
درمان انتخابی توسط متخصصان پوست، یک داروی خوراکی ایمن و ارزان به نام گریزئوفولوین است. این دارو متابولیت ثانویه قارچ پنی‌سیلیوم گریزئوفولوین (لاتین: Penicillium griseofulvin) است. این دارو یک ترکیب قارچی ممانعت کننده از رشد یا تولید مثل قارچ‌ها است و با تأثیر بر سیستم ریزلوله قارچ‌ها، تداخل با دوک تقسیم و میکروتوبول‌های سیتوپلاسمی عمل می‌کند. دوز توصیه شده برای اطفال ۱۰ میلی‌گرم بر کیلوگرم در روز برای ۶ تا ۸ هفته است، اگرچه ممکن است این مقدار برای افراد مبتلا به مورستان تونسوران (لاتین: Trichophyton tonsurans) یا کسانی که به ۶ هفته اولیه درمان پاسخ نمی‌دهند تا ۲۰ میلی‌گرم بر کیلوگرم در روز افزایش یابد. برخلاف سایر عفونت‌های قارچی پوست که ممکن است با داروی موضعی مانند کرم‌هایی که مستقیماً روی ناحیه آسیب‌دیده اعمال می‌شوند، درمان شوند، گریزئوفولوین باید به صورت خوراکی مصرف شود تا مؤثر باشد؛ این کار به دارو اجازه می‌دهد تا به ساقهٔ موی محل زندگی قارچ نفوذ کند. نرخ درمان مؤثر این درمان به‌طور کلی بالا و در محدوده ۸۸–۱۰۰٪ درصد است. سایر درمان‌های خوراکی ضد قارچ برای کچلی قارچی سر نیز اغلب در متن‌های گزارش شده عبارتند از تربینافین، ایتراکونازول و فلوکونازول؛ این داروها نسبت به گریزئوفولوین از مزیت طول مدت درمان کوتاه تری برخوردارند. یک فراتحلیل آزمایش‌های تصادفی‌سازی و کنترل‌شده در سال ۲۰۱۶ نشان داد که تربینافین، ایتراکونازول و فلوکونازول، حداقل به اندازه گریزئوفولوین برای کودکان مبتلا به مورستان مؤثر بودند و تربینافین برای کودکان مبتلا به بیماری مورستان تونسوران (لاتین: Trichophyton tonsurans) مؤثرتر از گریزئوفولوین است. با این حال، نگرانی‌هایی در مورد احتمال اثرات جانبی نادر مانند سمیت کبدی یا تداخل با سایر داروها مطرح شده‌است. علاوه بر این، درمان‌های دارویی جدیدتر، از گریزئوفولوین گران‌تر هستند.
در ۲۸ سپتامبر ۲۰۰۷ (۶ مهر ۱۳۸۶)، سازمان غذا و داروی ایالات متحده آمریکا اعلام کرد که داروی لامیزیل (Lamisil) (همان هیدروکلرید تربینافین، توسط شرکت داروسازی نوارتیس) یک درمان جدید است که برای استفاده در کودکان ۴ سال و بالاتر تأیید شده‌است. برای درمان عفونت می‌توان دانه‌های ضد قارچ را روی غذای کودک پاشید. لامیزیل خطر سمیت کبدی دارد و می‌تواند باعث ایجاد طعم فلزی در دهان شود.

## همه‌گیرشناسی
کچلی‌ای که توسط گونه‌های ریزهاگ و مورستان ایجاد می‌شود، یک بیماری مسری است که در بسیاری از کشورها بومی است. این بیماری عمدتاً بر کودکان پیش-بالغ بین ۶ تا ۱۰ سال تأثیر می‌گذارد و در مردان شایع تر از زنان است. به ندرت این بیماری پس از شانزده سالگی ادامه می‌یابد. از آنجایی که تصور می‌شود شیوع از طریق تماس مستقیم با افراد مبتلا رخ می‌دهد، شیوع گسترده بیماری در مدارس و سایر مکان‌هایی که کودکان در محله‌های نزدیک به هم هستند، شناخته شده‌است؛ با این حال، انتشار غیر مستقیم از طریق آلودگی با اشیاء آلوده (فومایت‌ها) نیز ممکن است عاملی در گسترش عفونت باشد. در ایالات متحده آمریکا، کچلی قارچی سر، در ۳ تا ۸ درصد از جمعیت کودکان رخ می‌دهد. تا یک سوم خانواده‌هایی که با یک فرد آلوده در تماس هستند ممکن است بدون نشان دادن هیچ علامتی به این بیماری مبتلا شوند.
گونه‌های قارچی مسئول ایجاد کچلی با توجه به منطقه جغرافیایی متفاوت هستند و همچنین ممکن است در طول زمان تغییر کنند. به عنوان مثال، ریزهاگ آدوئینی (لاتین: Microsporum audouinii) سبب غالب در آمریکای شمالی و اروپا تا دهه ۱۹۵۰ بود، اما اکنون مورستان تونسوران (لاتین: Trichophyton tonsurans) در ایالات متحده آمریکا شایع‌تر است و در اروپا و بریتانیا نیز رایج‌تر شده‌است. تصور می‌شود که این تغییر به دلیل استفاده گسترده از گریزئوفولوین باشد که در برابر ریزهاگ آدوئینی مؤثر تر است تا در برابر مورستان تونسوران. همچنین، تغییرات در الگوهای مهاجرت و افزایش سفرهای بین‌المللی احتمالاً مورستان تونسوران را به مناطق جدید گسترش داده‌است. یکی دیگر از گونه‌های قارچی که شیوع آن افزایش یافته‌است مورستان ویولاچئوم (لاتین: Trichophyton Violaceum) است، به ویژه در جمعیت‌های شهری بریتانیا و اروپا.